# Burkhard Ihme
Burkhard Ihme (* 24. März 1954 in Stuttgart) ist ein deutscher Comiczeichner, Redakteur für Comicfachliteratur und Liedermacher. Darüber hinaus wird er insbesondere mit dem Interessenverband Comic e. V., kurz ICOM, in Verbindung gebracht, dem er seit der Gründung 1981 als Mitglied angehört und dessen Vorsitzender er seit 1995 ist. Ebenfalls Gründungsmitglied ist er in der Gesellschaft für Comicforschung (ComFor).

## Leben
Burkhard Ihme wuchs als Kind von Bibliothekaren in Stuttgart mit den Werken der klassischen Vertreter deutscher Bilderbücher und Comics auf: Heinrich Hoffmann, Wilhelm Busch und e.o.plauen. Prägend für ihn war ein Micky-Maus-Heft, das er zur Einschulung bekam.

### Als Musiker und Student
Als Jugendlicher und Student interessierte er sich vermehrt für Musik. Ab 1973 trat er als Liedermacher auf und nahm an Treffen der AG Song teil. 1974 begann seine Arbeit für das Folkmagazin mit einem Festivalbericht, der in Ausgabe 5/1974 zum Abdruck kommt. Hier erschien auch sein erster veröffentlichter Comic, der zweizeilige Strip Reino, ab Januar 1975, den er später im Selbstverlag auch gesammelt herausbrachte. Weiters gestaltete er für das Folkmagazin bis zur Einstellung 1982 insgesamt 15 Titelbilder sowie den letztgültigen Titelschriftzug. Er studierte ab 1975 sechs Jahre lang Freie Grafik und Graphic Design an der Staatlichen Akademie der Bildenden Künste Stuttgart und schloss als Diplom-Designer mit dem Schwerpunkt Zeichentrickfilm ab (einige Filme wurden auf dem Internationalen Trickfilmfestival Stuttgart gezeigt). 1976 gewann er einen Preis als Texter beim Mainzer OpenOhr Festivals. 1979 veröffentlichte er eine LP mit dem Titel Sie meinen es ja gut mit uns beim Label pläne. 1984 trat er im „Talentschuppen“ des SWF auf (wo er auch einen extra dafür angefertigten Zeichentrickfilm zeigte). Seit den 1990ern sind Auftritte selten.

### Als Comiczeichner
Ab 1980 baute er die im Folkmagazin nicht eben erfolgreiche Serie Reino von einem Musikcomic in eine parodistische Abenteuerserie um den titelgebenden Liedermacher um. Die erste Geschichte Reino und das Geheimnis der Stradivari erschien im Göttinger Musikblatt in sieben Folgen ab Ausgabe 10/1980, 1982 im von Ihme gegründeten Verlag „Buch Musik & Film“ als Album. In dieser Reihe sind zahlreiche Anspielungen eingebaut, insbesondere auf Filme und frankobelgische Comics. Insgesamt sind sechs reguläre Alben und der Sonderband Zwanzig Jahre Peinlichkeit mit kleineren Arbeiten aus Musikmagazinen erschienen.
Von 1985 bis 1991 veröffentlichte er die Piccolo-Serie Ray Clark. Zur Entstehung der Serie erfand er eine Geschichte um unveröffentlichte Andrucke aus den 1950er Jahren, die ein Walther Lingen Verlag in Auftrag gegeben hatte. Mit diesem Anagramm von Walter Lehning Verlag versprach er sich einen besseren Zugang zum Zielpublikum. Die Erfindung vermeintlich historischer Personen zum Zweck der Parodie war für ihm dabei nichts neues. Bereits 1980–82 entwickelte er mit Nikolaus Gatter im Musikblatt die Brüder Heinrich und Erich Lempken.

### Im ICOM
Der Interessenverband Comic wurde im März 1981 gegründet und 1983 offiziell als Verein eingetragen, laut Ihme „als eine Art Gewerkschaft […] was er allerdings nie wirklich werden konnte.“ Er ist seit Anbeginn Mitglied und seit Mitte der 1980er Jahre aktiv im Verein tätig, zunächst als Schreibkraft und Messestandbetreuer. Vor allem aber widmet er sich bald der Tätigkeit in den beiden Vereinspublikationen: dem nur Mitgliedern vorbehaltenen ICOMintern und dem Publikumsmagazin ICOM INFO, später in COMIC INFO umbenannt, zuletzt COMIC! 1993 wurde Ihme Redakteur des internen Magazins. Mitte der 1990er Jahre geriet der ICOM in finanzielle Probleme, bedingt auch durch das negativ bilanzierende Kaufmagazin und den Konkurs von dessen Vertrieb. Ihme kandidierte 1995 als Finanzvorstand und ist seit 1996 Verbandsvorsitzender.
Einer seiner ersten Amtshandlungen war, die Heftreihe COMIC! einzustellen. ICOMintern betreute er hingegen bis 2014 und war alleinverantwortlich für dessen Inhalt, der pro Jahr ca. 120 Seiten umfasste und ist für die Inhalte der Websites zuständig. Darüber hinaus war er Herausgeber der aktualisierten und erweiterten Ausgaben von 1995 und 1999 des ICOM-Handbuchs und initiiere 1999 das COMIC!-Jahrbuch (erscheint jährlich seit 2000). In den ersten Jahrgängen war er nicht nur Redakteur, sondern auch Hauptautor der Jahrbücher. 2008 wurde er vom Verein selbst mit dem ICOM-Sonderpreis ausgezeichnet. 2013 erhielt er als Herausgeber den PENG!, den Preis des Comicfestivals München in der Kategorie „Beste Comic-Sekundärliteratur“ für das COMIC!-Jahrbuch. Im Vorstand sitzen aktuell neben ihm die Zeichner Reinhard Horst alias FeliX und Peter Krüger.

### In der ComFor
2005 zählte er zu den Gründungsmitgliedern der Gesellschaft für Comicforschung (ComFor). Von 2007 bis 2013 war er deren Schatzmeister. Ende 2011 setzte er einen Entwurf von Catherine Michel als neues Logo der Gesellschaft graphisch um.

## Werke (Auswahl)

### Comics
Wenn nicht anders angegeben, erschienen im Buch Musik und Film Verlag
- Reino – Ein kleiner Leitfaden für Liedermacher (1980)
- Reino und das Geheimnis der Stradivari (1982)
- Reino – Im Schatten des Schwarzen Falken (1982)
- Reino – Der Todessumpf von Bongo Malongo (1983)
- Reino – Die letzte Plage der Menschheit (1983)
- Reino – Der Schrecken der Galaxis (1984)
- Reino – Tosendes Desaster (1986)
- Reino – Zwanzig Jahre Peinlichkeit (1995)
- Die Mühle (1985, Edition Quasimodo)
- Mick Baxter, der Meisterdetektiv (1986)
- Ein Abenteuer des Reginald W. Spotherworth-Moulder Band 1: Entscheidung am Nudo Coropuna (1988, kolorierte Neuauflage 2004)
- Ein Abenteuer des Reginald W. Spotherworth-Moulder Band 2: Die Gefangene der K’üan-Fei (1991)
- Die wundersame Zeichenwelt des BIR (1990)
- It’s Bungee-Time (1993, Tomus)
- Renn um dein Leben (1994)
- Um Kopf und Kragen" (1994)
- Die grüne Eisbombe (2002)
- Die Mühle und andere Geschichten (2004, Solars)
- Ray Clark Gesamtausgabe (2005)
- Gratis-Comic-Tag 2010: Die grüne Eisbombe (2010, neu kolorierte und erweiterte Fassung)
- Gratis-Comic-Tag 2011: Comics für alle! (2011, ICOM, Herausgeber, drei Beiträge)
- Gratis-Comic-Tag 2012: Noch mehr Comics für alle! (2012, Herausgeber, Cover, zwei Beiträge, nur im Internet)
- Beiträge für die Hommage-Bände Thanks, Carl (2001, Egmont), Wäscher – Pionier der Comics (2009, Edition 52) und A Tribute to Robert Crumb (2013, Edition 52)
- Comiczeichner im Dialog (2017, ICOM, Herausgeber und Co-Zeichner/Autor)
- Die vergessenen Fälle des Sherlock Holmes (2018, ICOM, Herausgeber und Co-Zeichner/Autor)

### Comicfachliteratur
- ICOM-Handbuch (1995) (Herausgeber, Layout)
- ICOM-Handbuch *99 (1999) (Herausgeber, Layout)
- COMIC!-Jahrbuch 2000 ff (erscheint noch) (Herausgeber, Layout)
- Der Comic im Kopf von Frank Plein (Herausgeber, Layout)
- Montage im Comic. Spezifische Nutzung eines Erzählmittels in Struktur und Geschichte der Comics. Beiträge zur Comicforschung, hrsg. von Dietrich Grünewald (2010, Ch. A. Bachmann Verlag)
- Der unzuverlässige Erzähler (Beitrag zum Roundtable der Gesellschaft für Comicforschung auf www.comicgesellschaft.de)
- Honorare Verträge Urheberrecht – ICOM-Ratgeber für Comic, Cartoon und Animation von Christof Ruoss, Frank Pfeifer und Martin Boden (2019) (Redaktion, Layout)

### Texte/Noten
- FOLKBUCH 8 – Lied 77/78. (Edition Venceremos 1978) Texte und Noten von 20 Liedermachern und Kabarettisten (Autor und Herausgeber)
- … weil ein Reim hinten steht. (1979)
- Ewige Liebe. (1989)

### Diskographie
- Burkhard Ihme: Sie meinen es ja gut mit uns. (pläne, 1979)
- Lied Ich singe auf: Für wen wir singen. Liedermacher in Deutschland. (Bear Family Records 2007)

## Preise
- 1. Platz beim Texterwettbewerb des Mainzer OpenOhr Festivals 1976
- Sonderpreis der Jury für eine besondere Leistung oder Publikation des ICOM Independent Comic Preises 2008
- PENG! – Der Münchner Comicpreis 2013 für „Beste Comic-Sekundärliteratur“ für das COMIC!-Jahrbuch (Herausgeber)